# Charles W. Bryan
Charles Wayland Bryan, född 10 februari 1867 i Salem i Illinois, död 4 mars 1945 i Lincoln i Nebraska, var amerikansk demokratisk politiker och yngre bror till presidentkandidaten och utrikesministern William Jennings Bryan.
Bryan var borgmästare i Lincoln, Nebraska, 1915-1917 och 1935-1937. Som guvernör i delstaten Nebraska tjänstgjorde han också två gånger, 1923-1925 och 1931-1935. Förlorande kandidat till guvernör var han tre gånger: 1926, 1928 och 1938.
1924 nominerade demokraterna Bryan till USA:s vicepresident. Presidentkandidaten hette då John W. Davis. De två främsta faktorerna som bidrog till Bryans kandidatur var hans kända släktnamn och geografin. När presidentkandidaten Davis kom österifrån, representerade Bryan i sin tur Mellanvästern. Det året förlorade demokraterna stort mot republikanerna.
Bryan ligger begravd på Wyuka Cemetery i Lincoln.